# Frederik Rungby
Frederik Rungby (* 7. Juni 1993 in Aarhus) ist ein ehemaliger dänischer Basketballspieler.

## Werdegang
In der höchsten dänischen Spielklasse, Basketligaen, gehörte der 1,98 Meter große Flügelspieler in der Saison 2010/11 dem Aabyhøj IF und 2011/12 den Bakken Bears an. Mit Bakken gewann er die dänische Meisterschaft, ab 2012 spielte Rungby für den Horsens IC. Nach zwei Jahren in Horsens schloss er sich in der Sommerpause 2014 mit SISU einem weiteren dänischen Erstligisten an.
2016 kehrte der Flügelspieler zum Horsens IC zurück, stieg bei der Mannschaft zum Kapitän auf und wurde vom Fachmedium Fullcourt.dk als bester dänischer Basketligaen-Spieler der Saison 2018/19 ausgezeichnet. 2019 gewann er mit Horsens den dänischen Pokalwettbewerb, 2017, 2018, 2019 und 2021 wurde er Vizemeister und wechselte zur Saison 2021/22 zum deutschen Drittligisten BG Bitterfeld-Sandersdorf-Wolfen 06. Seine Lebensgefährtin Camilla Madsen spielte Handball beim Bundesligisten SV Union Halle-Neustadt. Rungby erzielte für BSW in 26 Ligaeinsätzen im Schnitt 7,6 Punkte und kehrte 2022 zum Horsens IC zurück. Im Mai 2025 beendete er seine Laufbahn im Leistungsbasketballsport.
Rungby war dänischer Nationalspieler, bestritt unter anderem Spiele in der EM-Qualifikation, in der er mit Dänemark im Herbst 2016 in Kiel die deutsche Mannschaft bezwang.